# Bydgoszcz Łęgnowo

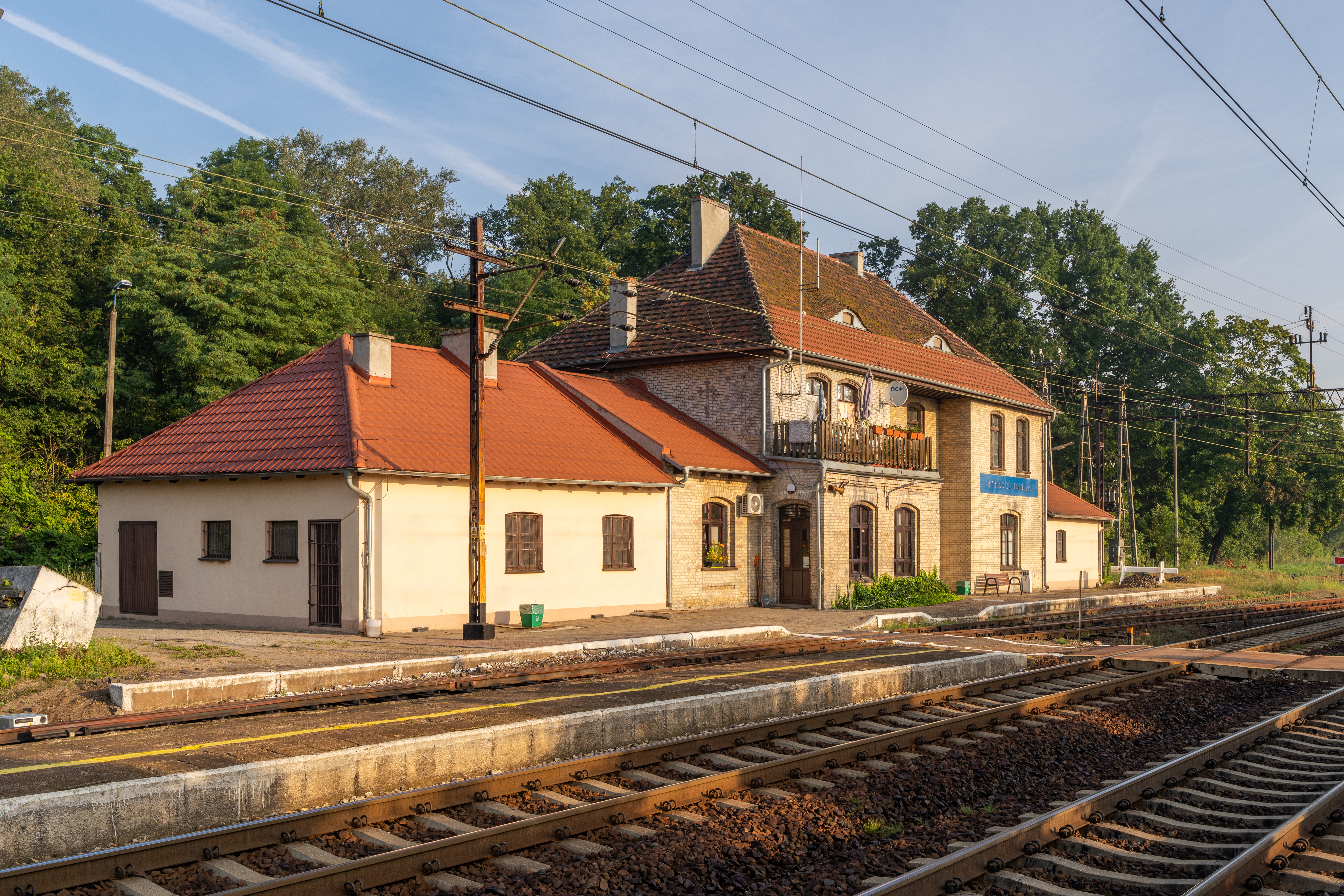
Przystanek kolejowy

Bydgoszcz Łęgnowo – przystanek kolejowy i posterunek odgałęźny położony nad Brdą w dzielnicy Łęgnowo. Na stacji zatrzymuje się większość pociągów osobowych do Torunia, Włocławka i Olsztyna.

## Ruch pasażerski
| Rok  | Wymiana pasażerska na dobę |
| ---- | -------------------------- |
| 2017 | 20-49                      |
| 2022 | 10-19                      |

## Komunikacja miejska
Autobus dzienny:
- 73  Kapuściska – Eskulapa (przystanek Dworzec Łęgnowo)

Tramwaj:
- Około półtora kilometra na południe od stacji przystanek tramwajowy „Stomil” mają tramwaje linii nr 6 (Bielawy – Łęgnowo)

Autobus nocny:
- 36N Łęgnowo – Nakielska/Lisia (w oznaczonych kursach wydłużono do pętli Belma)